# Imayō
Imayō (jap. 今様; styl teraźniejszy, współczesny) – japoński gatunek poetycki, zaliczający się do literatury kayō.
W znaczeniu szerszym termin ten oznacza różnorodne pieśni należące do średniowiecznych zōgei (’rozmaite sztuki’). W znaczeniu węższym są to utwory o czterowersowej strofie, składające się z fraz 7- i 5-sylabowych (z niewielkimi odchyleniami).
Imayō powstało w X wieku i zyskało popularność za panowania cesarza Go-Suzaku, wchodząc do repertuaru wędrownych śpiewaków i dworzan. Schyłek imayō rozpoczął się pod koniec XII wieku, gatunek przetrwał jednak do XIX wieku, kultywowany przez nielicznych twórców, i odegrał rolę w kształtowaniu się nowej poezji japońskiej.
Tematyka imayō była różnorodna. Obejmowała m.in. hymny popularyzujące zasady i nauki buddyjskie w przystępnym języku, pieśni opiewające bóstwa i dzieje świątyń sintoistycznych, niektóre zbliżały się do pieśni ludowych. Pisane były żywym językiem, zawierającym nowe formy, skierowanym w dużym stopniu do młodych ludzi.